# منتخب غرينادا لكرة القدم للسيدات
منتخب غرينادا الوطني لكرة القدم للسيدات (بالإنجليزية: Grenada women's national football team)‏ هو ممثل غرينادا الرسمي في المنافسات الدولية في كرة القدم للسيدات.

## وصلات خارجية
- الموقع الرسمي